# Franz Rogowski
Franz Rogowski (Friburgo na Brisgóvia, 2 de fevereiro de 1986) é um ator e dançarino alemão.

## Biografia

### Primeiros anos e formação acadêmica
Franz Rogowski nasceu no ano de 1986 em Friburgo na Brisgóvia, na Alemanha Ocidental. Começou a estudar teatro e dança ainda na Alemanha, em Stuttgart e Berlim. Também estudou no exterior na Suíça e na Áustria.
Desde 2007, atuou em inúmeras produções teatrais, entre elas Megalopolis e Protect Me no Teatro Schaubühne em Berlim. Passu por importantes palcos do teatro europeu como no Teatro Nacional em Bruxelas, no Teatro Maxim Gorki, em Berlim e no Teatro Thalia em Hamburgo.

### Carreira
Após algumas participações em produções alemãs, protagonizou seu primeiro filme na comédia romântica Love Steaks. Ganhou projeção internacional com o filme Victoria, do gênero thriller.
O thriller alemão é um dos poucos longas-metragens filmados em uma única tomada contínua e ganhou, entre outras prêmios, o Urso de Prata por Contribuição Artística Extraordinária para a Cinematografia, bem como o Deutscher Filmpreis em seis categorias. Entre os anos de  2015 a 2019, foi membro do grupo de teatro Kammerspiele de Munique.
No ano de 2017, realizou sua estreia no cinema francês ao interpretar Pierre Laurent em Happy End, dirigido por Michael Haneke. Em 2018, ganhou elogios ao interpretar Georg em Transit, onde foi indicado ao prêmio de melhor ator pelo Círculo dos Críticos de Cinema da Flórida de 2019. O filme foi escolhido pelo ex-presidente dos Estados Unidos, Barack Obama seu filme favorito do ano.
Em 2021, foi indicado ao Prémios do Cinema Europeu de melhor ator por seu trabalho em Great Freedom. No ano seguinte, Rogowski recebeu uma indicação ao prêmio italiano David di Donatello por sua atuação no longa-metragem italiano Freaks Out.
No ano de 2023, protagonizou o filme francês Passages com Ben Whishaw e Adèle Exarchopoulos. Pelo papel, venceu o prêmio de Melhor Ator entregue pela Associação de Críticos de Nova Iorque e do Círculo dos Críticos de Cinema da Flórida.

## Filmografia

### Cinema
| Ano  | Tiítulo                         | Personagem               | Notas          |
| ---- | ------------------------------- | ------------------------ | -------------- |
| 2011 | Frontalwatte                    | Franz                    |                |
| 2013 | Love Steaks                     | Clemens Pollozek         |                |
| 2015 | Victoria                        | Boxer                    |                |
| 2015 | Uns geht es gut                 | Tubbie                   |                |
| 2015 | Wer nie sein Brot mit Tränen aß | —                        | Curta-metragem |
| 2016 | Simulant                        | —                        | Curta-metragem |
| 2017 | Tiger Girl                      | Malte                    |                |
| 2017 | Happy End                       | Pierre Laurent           |                |
| 2017 | Bedbugs                         | Thorben / Thorsten / Son |                |
| 2017 | Figaros Wolves                  | Gilbert                  |                |
| 2018 | Lux: Warrior of Light           | Lux / Thorsten Kachel    |                |
| 2018 | Transit                         | Georg                    |                |
| 2018 | In den Gängen                   | Christian Gruvert        |                |
| 2019 | Ich war zuhause, aber           | Lars                     |                |
| 2019 | A Hidden Life                   | Waldland                 |                |
| 2020 | Schwarze Milch                  | Franz                    |                |
| 2020 | Undine                          | Christoph                |                |
| 2021 | Great Freedom                   | Hans Hoffmann            |                |
| 2021 | Heiko's World                   | Fränkie Fresh Finger     |                |
| 2021 | Luzifer                         | Johannes                 |                |
| 2021 | Freaks Out                      | Franz                    |                |
| 2023 | Passages                        | Tomas Freibur            |                |
| 2023 | Disco Boy                       | Alex                     |                |
| 2023 | Lubo                            | Lubo Moser               |                |
| TBA  | Bird                            |                          |                |
| TBA  | Wizards!                        |                          |                |
| TBA  | The Way of the Wind             |                          |                |

### Televisão
| Year | Title           | Role        | Notes                   |
| ---- | --------------- | ----------- | ----------------------- |
| 2014 | Polizeiruf 110  | Aniel Radke | 1 episódio: "Hexenjagd" |
| 2015 | Besuch für Emma | Arne        | Filme para TV           |
| 2017 | The Superhost   | Joon 1      | Filme para TV           |

## Prêmios e indicações
| Ano  | Prêmio                                       | Trabalho      | Categoria                                          | Resultado | Ref.   |
| ---- | -------------------------------------------- | ------------- | -------------------------------------------------- | --------- | ------ |
| 2013 | Festival de Cinema de Munique                | Love Steaks   | Melhor ator jovem                                  | Venceu    | [ 18 ] |
| 2018 | Shooting Stars Award                         |               | Conjunto da obra                                   | Venceu    | [ 19 ] |
| 2018 | Deutscher Filmpreis                          | In den Gängen | Melhor ator                                        | Venceu    | [ 20 ] |
| 2021 | Festival Fantástico                          | Luzifer       | Melhor ator                                        | Venceu    | [ 21 ] |
| 2021 | Festival de Cinema de Sitges                 | Luzifer       | Melhor ator                                        | Venceu    | [ 22 ] |
| 2021 | Festival Internacional de Cinema de Hamptons | Great Freedom | Prêmio Especial do Júri por Desempenho Excepcional | Venceu    | [ 23 ] |
| 2021 | Festival de Cinema Europeu de Sevilla        | Great Freedom | Melhor ator                                        | Venceu    | [ 24 ] |
| 2021 | Festival de Cinema de Turim                  | Great Freedom | Melhor ator                                        | Venceu    | [ 25 ] |
| 2022 | Deutscher Filmpreis                          | Great Freedom | Melhor ator em drama                               | Venceu    | [ 26 ] |
| 2022 | International Cinephile Society              | Great Freedom | Melhor ator                                        | Indicado  | [ 27 ] |
| 2023 | Associação de Críticos de Nova Iorque        | Passages      | Melhor ator                                        | Venceu    | [ 16 ] |
| 2023 | Círculo dos Críticos de Cinema da Flórida    | Passages      | Melhor ator                                        | Venceu    | [ 17 ] |
| 2023 | Dublin Film Critics' Circle                  | Passages      | Melhor ator                                        | Indicado  | [ 28 ] |
| 2024 | Prêmio Lumière                               | Disco Boy     | Melhor ator                                        | Pendente  |        |